# Совхоз имени Ленина (Калужская область)
Совхоз имени Ленина (ранее Бегичево) — село в Дзержинском районе Калужской области России. Административный центр сельского поселения «Село Совхоз имени Ленина».

## География
В 3 км от пгт Пятовского. На юго-запад от села расположен известняковый Пятовский карьер. Севернее села протекает река Суходрев. В селе имеется несколько прудов.

## Население
| 2002 | 2010 |
| ---- | ---- |
| 669  | ↘545 |

## История
Ранее относилось к Медынскому уезду.
Известно о существовании с XV века усадьбы, принадлежавшей воеводам Бегичевым. В первой половине XIX века свою усадьбу в Бегичево строит калужский губернатор Н. М. Смирнов. Во второй половине столетия хозяйками имения была его жена А. О. Смирнова и их дочь О. Н. Смирнова. Затем усадьба перешла к губернскому секретарю С. С. Панютину, а с 1908 и до революции 1917 — князю Е. Н. Трубецкому.
Сохранившийся на начало XXI века ансамбль усадьбы включает в себя одноэтажные главный дом и флигель (богадельню), построенные в стиле ампир в 1820—1840-х годах. Парк из смешанных пород деревьев с прудами, состоявший из регулярной и пейзажной частей, дошёл до настоящего времени фрагментарно.
Усадьбу посещали Пушкин, Гоголь, Толстой. Князь Трубецкой хранил в имении библиотеку в 2000 томов, её судьба после 1917 года неизвестна.

## Образование
В селе имеется основная общеобразовательная школа.